# مونتروز-گنت (اوهایو)
مونتروز-گنت (به انگلیسی: Montrose-Ghent) یک منطقهٔ مسکونی در ایالات متحده آمریکا است که در شهرستان سامیت، اوهایو واقع شده‌است. مونتروز-گنت ۲۴٫۶ کیلومتر مربع مساحت و ۵٬۲۶۱ نفر جمعیت دارد.